# イットリウム・鉄・ガーネット
イットリウム・鉄・ガーネット（イットリウム・てつ・ガーネット、Yttrium Iron Garnet）、略称 YIGとは、イットリウムと鉄の複合酸化物（Y3Fe2(FeO4)3 または Y3Fe5O12）から成るガーネット構造の結晶である。フェリ磁性化合物であり、キュリー温度は560ケルビンである 。YIGは、イットリウムフェライトガーネット、イットリウム鉄酸化物、鉄イットリウム酸化物などとも言い、後2者の呼び方は通常は粉末形態で用いられる。

## 特徴
自然界には存在しない人工物で主に固体レーザの発振用媒質として、結晶製造時に他の元素をドープ（添加）して結晶構造内のイットリウムのうち数%を置き換えたものが用いられる。磁気光学効果を有するフェリ磁性材料で5個の鉄(III)イオンが2個の八面体部位および3個の4面体部位を占め、イットリウム(III)イオンは不規則な立方体中の8個の酸素イオンによって配位されている。2か所の八面体位置の鉄イオンは異なるスピンを持ち、これが磁気特性となって表れる。希土類元素を特定の位置に配置すると、興味深い磁気特性が得られる。
YIGは、高いベルデ定数を持ち、このためにファラデー効果が現れ、マイクロ波の周波数に対して高いQ値を持ち、1200ナノメートルまでの波長の赤外線の吸収率が低く、電子スピン共鳴においてとても小さなスペクトル線広がりを持つ。こうした特徴が、超伝導体における磁気光学イメージングに有用となる。

## 用途
YIGは、マイクロ波工学、音響学、光学、磁気光学といった用途がある。マイクロ波YIGフィルター、音響送信機、音響トランスデューサーなどである。600ナノメートル以上の波長の光には透明である。ファラデー回転子における固体レーザー、データストレージ、様々な非線形光学用途にも用いられる。